# Асоціація газовидобувних компаній України
Асоціація газовидобувних компаній України або АГКУ — найбільше об'єднання газовидобувних підприємств державної та приватної форми власності в Україні. До складу Асоціації входять: Укргазвидобування (Нафтогаз України), ДТЕК Нафтогаз, Еско-Північ, Укрнафтобуріння, Західнадрасервіс, група компаній Smart Energy, Geo Alliance Group, Полтавська газонафтова компанія, Стрийнафтогаз та КУБ-ГАЗ.

## Історія створення
АГКУ створена у грудні 2015 року з метою зміцнення енергетичної та економічної безпеки України та збільшення вітчизняного газовидобутку. Станом на 2018 рік компанії Асоціації видобували 92 % українського газу, створювали 26 000 робочих місць та забезпечували 8 % надходжень до державного бюджету.

## Керівництво
Першим почесним президентом АГКУ став український політик та енергетик Іван Плачков, який перебував на цій посаді до 2017 року. У 2018 почесним президентом став Данило Майданік.
Виконавчий директор з 2016 по 2019 рр. — Роман Опімах. З грудня 2019 року посаду виконавчого директора обіймає Артем Петренко.

## Діяльність
Асоціація спільно із Кабінетом міністрів України та Верховною Радою України значно посприяли розвитку газовидобувної індустрії. Зокрема були зроблені такі кроки:
- розроблено Концепцію розвитку газовидобувної галузі до 2020 року[17] та Енергетичну стратегію до 2035 року[18]
- впроваджено стимулююче оподаткування для буріння нових газових свердловин з державними гарантіями його незмінності[19][20]
- прийнято дерегуляційний законопроєкт щодо спрощення дозвільної системи галузі[21][22].
- розпочато децентралізацію рентних платежів для розвитку місцевих громад[23].
- відкрито доступ до геологічної інформації[24][25].
- запроваджено міжнародні стандарти звітності EITI — Ініціатива прозорості видобувних галузей.
- організовано підтримку проведення нафтогазових онлайн-аукціонів[26][27][28][29][30][31][32][33] та конкурсів з укладання угод про розподіл продукції[34][35][36].
- проведено масштабну реформу надрокористування [37][38]

У грудні 2018 року створено англомовну платформу GoUkraineNow, яка знайомить з інвестиційними можливостями у нафтогазовидобувному секторі.
З травня 2019 року Україна включена до всесвітньо відомого індексу працюючих бурових верстатів Baker Hughes GE Rig Count.